# Radu Niculescu
Horia Radu Niculescu (ur. 2 marca 1975 w Sybinie) – rumuński piłkarz grający na pozycji napastnika.

## Kariera klubowa
Piłkarską karierę Niculescu rozpoczął w rodzinnym Sibiu w klubie Șoimii IPA Sibiu. W 1990 roku trafił do silniejszego Interu Sibiu i 16 czerwca 1991 zadebiutował w pierwszej lidze w wygranym 4:0 meczu z Progresulem Brăila. W pierwszym składzie Interu zaczął grać w sezonie 1993/1994, a po nim został wypożyczony do Dinama Bukareszt, dla którego rozegrał tylko 3 mecze. Sezon 1994/1995 kończył w Universitatei Craiova, z którą został wicemistrzem Rumunii.
W 1995 roku Niculescu przeszedł do Naționalu Bukareszt. Dwukrotnie z rzędu w latach 1996–1997 zostawał z nim wicemistrzem kraju, a grał tam do 2000 roku z małą przerwą na półroczne występy w Rapidzie Bukareszt (mistrzostwo Rumunii w 1999). Natomiast w 2001 roku miał mały udział w wywalczeniu mistrzostwa kraju dla Steauy. W sezonie 2001/2002 występował w Naționalu (wicemistrzostwo) oraz tureckim Galatasaray SK, z którym był mistrzem Turcji. W sezonie 2002/2003 występował w MKE Ankaragücü. Następnie zahaczył o Steauę i Național, a karierę kończył w 2004 roku w chińskim Changchun Yatai.

## Kariera reprezentacyjna
W reprezentacji Rumunii Niculescu zadebiutował 13 lutego 1994 roku w wygranym 2:1 towarzyskim meczu z USA. W 1998 roku został powołany przez Anghela Iordănescu do kadry na Mistrzostwa Świata we Francji. Na tym turnieju zagrał dwukrotnie jako rezerwowy: w wygranym 1:0 grupowym meczu z Kolumbią i przegranym 0:1 w 1/8 finału z Chorwacją. W kadrze narodowej zagrał 15 razy i strzelił 2 gole.